# Madonna z rybą
Madonna z rybą (również Madonna rybaków) – obraz Rafaela namalowany w 1512 lub w latach 1513–1514. Znajduje się w zbiorach Museo del Prado w Madrycie.
Zleceniodawcą obrazu był Giovanni Battista del Duce. Dzieło miało trafić jako nastawa ołtarzowa do kaplicy rodowej w kościele San Domenico Maggiore w Neapolu. W przeciwieństwie do poprzednich Madonn, gdzie postacie były umieszczane w schemacie opartym na trójkącie, Rafael umieścił postacie na bardziej zróżnicowanej kompozycji. W centrum obrazu znajdują się Madonna i Dzieciątko Jezus. Madonna zasiada na wysokim tronie. Po lewej stronie znajdują się Archanioł Rafał i Tobiasz, ofiarowujący Dzieciątku rybę. Krajobraz w tle skrywa wisząca ukośnie ciemna, drapowana zasłona. Po prawej stronie znajduje się święty Hieronim, trzymający Biblię w jego przekładzie na łacinę. Dzieciątko kieruje się w stronę Tobiasza, ale jednocześnie lewą rękę kładzie na Biblii, chcąc ukazać podziękować Hieronimowi za wykonaną pracę. U stóp św. Hieronima leży lew. Znajdujące się w prawym dolnym rogu zwierzę stanowi odwołanie do legendy o zaskarbieniu sobie przez świętego sympatii drapieżnika podczas pobytu na pustyni.
Obraz trafił do Hiszpanii za sprawą króla Filipa IV Habsburga. Przez krótki czas obraz znajdował się w Alkazar w Madrycie, następnie w zespole pałacowo-klasztorno-bibliotecznym Escorial. Stamtąd trafił do Museo del Prado.
W Galerii Uffizi we Florencji oraz w Scottish National Gallery w Edynburgu znajdują się szkice do obrazu.